# Premis Enderrock de la Música Balear
Els Premis Enderrock de la Música Balear són uns premis musicals que atorga el Grup Editorial Enderrock als artistes de les Illes Balears. A les quatre primeres edicions, la gala d'entrega es va dur a terme al Teatre Xesc Forteza de Palma. A la cinquena, es va dur a terme al Teatre Principal. Els premis compten amb la col·laboració i suport de l'Obra Cultural Balear, l'ajuntament de Palma, el Govern de les Illes Balears i els Consells Insulars de Mallorca, Menorca, Eivissa i Formentera.

## Premiats per votació popular

### 2018[1]
| Premi                                | Premiat                                                                                 |
| ------------------------------------ | --------------------------------------------------------------------------------------- |
| Millor artista                       | Anegats                                                                                 |
| Millor artista revelació             | Clara Fiol                                                                              |
| Millor directe                       | Xanguito                                                                                |
| Millor cançó                         | Te vendré a cercar - Xanguito                                                           |
| Millor disc de pop-rock              | Equilibrista emocional - Suasi                                                          |
| Millor disc de música urbana/hip-hop | El reincident - Valtònyc                                                                |
| Millor disc de cançó d'autor         | A les cales dels ulls - Vers Endins                                                     |
| Millor disc de folk                  | 25 anys... en un sospir - Xaloc Música                                                  |
| Millor disc de jazz                  | Progression: Un tribut a Salvador Font 'Mantequilla' - Glissando Big Band & Toni Vaquer |
| Millor disc de música clàssica       | Voicello - Voicello                                                                     |
| Millor disc en llengua no catalana   | Ahora bajo y arreglo todo - Dinamo                                                      |

### 2019[3]
| Premi                                | Premiat                           |
| ------------------------------------ | --------------------------------- |
| Millor artista                       | Anegats                           |
| Millor artista revelació             | Cabot                             |
| Millor directe                       | Anegats                           |
| Millor cançó                         | Llengües - Cabot                  |
| Millor disc de pop-rock              | Ànima Niu - Anegats               |
| Millor disc de música urbana/hip-hop | Poemes per no tornar- Valtonyc    |
| Millor disc de cançó d'autor         | Infinit emocionari - Marta Rotger |
| Millor disc de folk                  | Sonen les campanes - Posidònia    |
| Millor disc de jazz                  | Wabi Sabi - Pere Bujosa Trio      |
| Millor disc de música clàssica       | Ficció J. Prohens - Andreu Riera  |
| Millor disc en llengua no catalana   | Black Cats - Lost Boys            |

### 2020[4]
| Premi                                | Premiat                                                                  |
| ------------------------------------ | ------------------------------------------------------------------------ |
| Millor artista                       | Xanguito                                                                 |
| Millor artista revelació             | Tomeu Juan Fuster                                                        |
| Millor directe                       | Pèl de Gall per "Paradís (acústic des del confinament)"                  |
| Millor cançó                         | Xanguito per "Milions d'estrelles"                                       |
| Millor disc de pop-rock              | Milions d’estrelles (U98 Music) de Xanguito                              |
| Millor disc de música urbana/hip-hop | El chico de la doble A (Blau Produccions) de Baaldo                      |
| Millor disc de cançó d'autor         | Redó (Blau Produccions) de Bep Marquès                                   |
| Millor disc de folk                  | Arasíquesí... (Ona Edicions) de Biel Majoral                             |
| Millor disc de jazz                  | When Forests Dream (Sirulita Records) d’Agustí Fernández i Jordina Millà |
| Millor disc de música clàssica       | Missa del descreure (Ona Edicions) de Miquel Brunet                      |
| Millor disc en llengua no catalana   | Por amor al arte (autoeditat) de Sara Reus                               |

### 2021[5]
| Premi                                | Premiat                                                    |
| ------------------------------------ | ---------------------------------------------------------- |
| Millor artista                       | O-Erra                                                     |
| Millor artista revelació             | Maria Hein                                                 |
| Millor directe                       | Xanguito                                                   |
| Millor cançó                         | Maria Hein per "Sa teva presència"                         |
| Millor disc de pop-rock              | Imaginari (Blau, 2021) d'O-Erra                            |
| Millor disc de música urbana/hip-hop | Contracorrent (Guspira Records, 2020), de Rudymentari      |
| Millor disc de cançó d'autor         | Un desert de colors (Blau, 2021) d'Amulet                  |
| Millor disc de folk                  | El món prospera (autoeditat, 2020) de Solpost              |
| Millor disc de jazz                  | Moments (Audiovisuals de Sarrià, 2021) d’Enric Pastor & Co |
| Millor disc de música clàssica       | Aventures de la nota La (Blau, 2021) de Joan Miquel Oliver |
| Millor disc en llengua no catalana   | MKMK (BMG, 2021) de Maika Makovski                         |

### 2022[6]
| Premi                                | Premiat                                                          |
| ------------------------------------ | ---------------------------------------------------------------- |
| Millor artista                       | Antònia Font                                                     |
| Millor artista revelació             | Aina Tramullas                                                   |
| Millor directe                       | O-Erra                                                           |
| Millor cançó                         | Un minut estroboscòpica d'Antònia Font                           |
| Millor disc de pop-rock              | Un minut estroboscòpica (Primavera Labels, 2022) d'Antònia Font  |
| Millor disc de música urbana/hip-hop | Bocaxancla + S'únic capità (autoeditat, 2022) de Dos Sipiots     |
| Millor disc de cançó d'autor         | Continent i contingut (Hidden Track Records, 2021) de Maria Hein |
| Millor disc de folk                  | Saó (Ona Edicions, 2022) de Roada                                |
| Millor disc de jazz                  | El tercer espai (autoeditat, 2021) de Gori Matas i Omar Lanuti   |
| Millor disc de música clàssica       | Un obús al cor (autoeditat, 2022) de Jaume Oliver                |
| Millor disc en llengua no catalana   | Nunca se pierde (Blau, 2021) de Caterina Ross                    |

### 2023[7]
| Premi                                | Premiat                                                                            |
| ------------------------------------ | ---------------------------------------------------------------------------------- |
| Millor artista                       | Maria Hein                                                                         |
| Millor artista revelació             | Júlia Colom                                                                        |
| Millor directe                       | O-Erra                                                                             |
| Millor cançó                         | T'has colat a una festa de Pèl de Gall                                             |
| Millor disc de pop-rock              | Dies d'attrezzo (BankRobber, 2022) de Da Souza                                     |
| Millor disc de música urbana/hip-hop | Rissaga (Guspira Records, 2023) de Rudymentari                                     |
| Millor disc de cançó d'autor         | Júlia Colom                                                                        |
| Millor disc de folk                  | Un crit (Illenca, 2022) de Terra i Sal                                             |
| Millor disc de jazz                  | Somni d'una trompeta (autoeditat, 2022) de Bernat Xamena                           |
| Millor disc de música clàssica       | Mon cor estima una cançó (Casmusic, 2022) de José Manuel Sánchez i Francesc Blanco |
| Millor disc en llengua no catalana   | Un sofá en las nubes (autoeditat, 2022) de Wanderlust Menorca                      |

### 2024[8]
| Premi                                | Premiat                                                                   |
| ------------------------------------ | ------------------------------------------------------------------------- |
| Millor artista                       | Maria Jaume                                                               |
| Millor artista revelació             | Chiara Oliver                                                             |
| Millor directe                       | Xanguito                                                                  |
| Millor cançó                         | Alenar de Maria Hein                                                      |
| Millor disc de pop-rock              | Bon rotllo de Xanguito                                                    |
| Millor disc de música urbana/hip-hop | Amor blindat de Plan-ET                                                   |
| Millor disc de pop-cançó d'autor     | Nostàlgia Airlines de Maria Jaume                                         |
| Millor disc de folk                  | Un so qui no es gasta de Pitxorines                                       |
| Millor disc de jazz                  | Miscel·lània d'Aina Tramullas, Gori Matas, Marko Lohikari i Josep Servera |
| Millor disc de música clàssica       | Baltasar Samper: Cançons de Marta Bauzà, Roger Padullés i Tomeu Moll-Mas  |
| Millor disc en llengua no catalana   | La libreta rosa de Chiara Oliver                                          |

## Premiats per la crítica

### 2018
| Premi                    | Premiat                                                                           |
| ------------------------ | --------------------------------------------------------------------------------- |
| Premi d'Honor            | Joan Ramon Bonet                                                                  |
| Premi a la trajectòria   | Joan Bibiloni                                                                     |
| Premi Especial del Jurat | Marco Mezquida – Joan Gómez Chicuelo                                              |
| Millor disc de l'any     | Futbol d'avantguarda - Da Souza                                                   |
| Millor disc revelació    | Hi ha gent que entra dins la teva ànima i ja no en sortirà mai més - Salvatge Cor |

### 2019
| Premi                    | Premiat                      |
| ------------------------ | ---------------------------- |
| Premi d'Honor            | Uc                           |
| Premi a la trajectòria   | Antoni Parera Fons           |
| Premi Especial del Jurat | Jansky                       |
| Millor disc de l'any     | Elektra - Joan Miquel Oliver |
| Millor disc revelació    | A Manacor - Jorra i Gomorra  |

### 2020
| Premi                    | Premiat                                         |
| ------------------------ | ----------------------------------------------- |
| Premi d'Honor            | Miquela Lladó                                   |
| Premi a la trajectòria   | Llorenç Santamaria                              |
| Premi Especial del Jurat | Joana Gomila i Laia Vallés per Paradís (Bubota) |
| Millor disc de l'any     | Bruixes (Blau Produccions) de Salvatge Cor      |
| Millor disc revelació    | A trenc d'alba (U98 Music) de Marala            |

### 2021
| Premi                        | Premiat                                                                           |
| ---------------------------- | --------------------------------------------------------------------------------- |
| Premi d'Honor                | Ramon Farran                                                                      |
| Premi a la trajectòria       | Tomeu Penya                                                                       |
| Premi a la personalitat      | Miquel Àngel Sancho                                                               |
| Premi Especial del Jurat     | Cançons de Joan Serra (Foehn Records, 2021), de Miquel Serra                      |
| Millor disc de l'any         | Talismán (autoeditat, 2020) de Marco Mezquida                                     |
| Millor Disc de Cançó d’Autor | el disc homònim (Blau Produccions, 2020) de Maria del Mar Bonet amb Borja Penalba |
| Millor Disc de Pop-rock      | Fràgil (BCore Disc / Bubota, 2021) de Saïm                                        |
| Millor disc revelació        | Fins a maig no revisc (Bankrobber, 2020) de Maria Jaume                           |

### 2022
| Premi                        | Premiat                                                            |
| ---------------------------- | ------------------------------------------------------------------ |
| Premi d'Honor                | Ja t'ho diré                                                       |
| Premi a la trajectòria       | Agustí Fernández                                                   |
| Premi a la personalitat      | Carme Castells                                                     |
| Millor disc de l'any         | Un minut estroboscòpica (Primavera Labels, 2022) d'Antònia Font    |
| Millor Disc de Cançó d’Autor | Voltes i voltes (Bankrobber, 2022) de Maria Jaume                  |
| Millor Disc de Pop-rock      | Un minut estroboscòpica (Primavera Labels, 2022) d'Antònia Font    |
| Millor disc revelació        | Arts marcials (U98 Music, 2021) de Reïna                           |
| Millor disc de jazz          | Letter to Milos (autoeditat, 2022)                                 |
| Millor disc de folk          | La llei d'Ohm (Ona Edicions, 2022) de Miquel Brunet i Biel Majoral |

### 2023
| Premi                        | Premiat                                                                                          |
| ---------------------------- | ------------------------------------------------------------------------------------------------ |
| Premi d'Honor                | Els Valldemossa                                                                                  |
| Premi a la trajectòria       | Joan Company                                                                                     |
| Premi a la personalitat      | Miquel Jaume                                                                                     |
| Millor disc de l'any         | Miramar (La Castanya, 2023) de Júlia Colom                                                       |
| Millor Disc de Cançó d’Autor | Petit viking (Segell Microscopi, 2023) d'Amulet                                                  |
| Millor Disc de Pop-rock      | Dies d’attrezzo (BankRobber, 2022) de Da Souza                                                   |
| Millor disc revelació        | Espurnes i coralls (Segell Microscopi, 2023) de Mar Grimalt                                      |
| Premi especial del jurat     | Altament sensible (RGB Suports, 2022) de Cris Juanico i Orquestra Simfònica de les Illes Balears |
| Millor disc de folk          | Jota de morir (Propaganda pel Fet!, 2022) de Marala                                              |

### 2024
| Premi                              | Premiat                                  |
| ---------------------------------- | ---------------------------------------- |
| Premi d'Honor                      | Ossifar                                  |
| Premi a la trajectòria             | Anegats                                  |
| Premi a la personalitat            | Mateu Picornell                          |
| Millor disc de l'any               | Nostàlgia Airlines de Maria Jaume        |
| Millor Disc de Cançó d’Autor       | Tot allò que no sap ningú de Maria Hein  |
| Millor Disc de Pop-rock            | Retirada a temps de Reïna                |
| Millor disc revelació              | En terra s'aturen d'Ánimos Parrec        |
| Premi especial del jurat           | Electronic Devices de Joan Miquel Oliver |
| Millor disc de folk                | Un so qui no es gasta de Pitxorines      |
| Millor disc de jazz-instrumental   | Oli, all i julivert de Sebastià Gris     |
| Millor disc en llengua no catalana | Island Joy de Guille Wheel               |